# Gérard Poulet
Pour les articles homonymes, voir Poulet.
Gérard (Georges) Poulet est un violoniste classique français né à Bayonne (France) le 12 août 1938. 

## Biographie
Fils du chef d'orchestre Gaston Poulet, Gérard Poulet commence l’étude du violon à cinq ans. À 11 ans, il entre au Conservatoire national de musique à Paris dans la classe d'André Asselin et obtient un premier prix de violon à l'unanimité à 12 ans. Il se produit salle Gaveau la même année sous la direction de son père avec l'Orchestre Colonne.
En 1956, il remporte le 1er grand prix du Concours international de violon Niccolò Paganini à Gênes puis se perfectionne auprès de Zino Francescatti, Yehudi Menuhin, Nathan Milstein, et Henryk Szeryng. Il considère ce dernier comme « son père en musique ». 
Gérard Poulet est recruté en 1961 comme professeur à l'École de Musique de Saint-Maur (futur Conservatoire à rayonnement régional de Saint-Maur-des-Fossés). 
Gérard Poulet a été professeur, puis professeur honoraire du Conservatoire national supérieur de musique de Paris. Parmi ses élèves figurent notamment les violonistes Yaïr Benaïm, Renaud Capuçon, Sarah Nemtanu, Jean-Marc Phillips-Varabédjian, Svetlin Roussev, Marie Scheublé, Klodiana Skenderi, Guillaume Sutre, Akiko Yamada. Il a également été professeur titulaire à l'École normale de musique de Paris et à l'université des Arts de Tokyo. Il est toujours invité par le Conservatoire américain de Fontainebleau chaque été.
Dans sa discographie, plusieurs enregistrements, notamment de la sonate pour violon solo de Bartók et des six sonates et partitas pour violon solo de Jean-Sébastien Bach, ont été chaleureusement accueillis par la critique,.

## Films
- Une leçon particulière, réalisation Catherine Zins, conception Olivier Bernager et François Manceaux, 1991[3].

## Décorations
- Officier de l'ordre national du Mérite (nommé par décret du 10 novembre 1998) [4]
  - chevalier du 28 juin 1990
- Commandeur de l'ordre des Arts et des Lettres Il est promu commandeur le 12 mars 2019[5].